# Liste des planètes mineures non numérotées découvertes en juin 2019
Pour un article plus général, voir Liste des planètes mineures non numérotées découvertes en 2019.
Pour un article plus général, voir Liste des planètes mineures.
Cet article dresse la liste des planètes mineures (astéroïdes, centaures, objets transneptuniens et assimilés) non numérotées découvertes en juin 2019 dans l'ordre de leur découverte.
Au 15 janvier 2025, 661 077 des 1 434 993 planètes mineures répertoriées par le Centre des planètes mineures ne sont pas encore numérotées, soit 46,07 %.

## Rappel concernant la désignation provisoire
La désignation provisoire indique l'ordre de découverte de ces objets. En effet, cette désignation est composée de l'année de découverte (par exemple 2019) suivie de la quinzaine (demi-mois) de découverte (p.e. A = 1-15 janvier) puis de l'ordre de découverte dans cette quinzaine. Cet ordre est indiqué par une lettre et éventuellement un chiffre comme suit : A pour la première découverte, B pour la deuxième, ..., Z pour la 25e (le I n'est pas utilisé pour éviter la confusion avec 1), A1 pour la 26e, B1 pour la 27e, etc. , Z1 pour la 50e, A2 pour la 51e, B2 pour la 52e, etc. L'ordre de la numérotation ne suit donc pas l'ordre alphanumérique. 2019 AA1 suit ainsi 2019 AZ et précède 2019 AB1.

## Liste

### Du1erau 15 juin 2019
- 2019 LA
- 2019 LB
- 2019 LC
- 2019 LF
- 2019 LG
- 2019 LJ
- 2019 LK
- 2019 LN
- 2019 LO
- 2019 LP
- 2019 LQ
- 2019 LR
- 2019 LS
- 2019 LT
- 2019 LU
- 2019 LV
- 2019 LW
- 2019 LX
- 2019 LZ
- 2019 LA1
- 2019 LB1
- 2019 LC1
- 2019 LD1
- 2019 LE1
- 2019 LF1
- 2019 LG1
- 2019 LH1
- 2019 LJ1
- 2019 LK1
- 2019 LL1
- 2019 LM1
- 2019 LN1
- 2019 LO1
- 2019 LP1
- 2019 LQ1
- 2019 LR1
- 2019 LS1
- 2019 LT1
- 2019 LU1
- 2019 LV1
- 2019 LX1
- 2019 LY1
- 2019 LZ1
- 2019 LA2
- 2019 LB2
- 2019 LH2
- 2019 LJ2
- 2019 LK2
- 2019 LL2
- 2019 LM2
- 2019 LN2
- 2019 LO2
- 2019 LP2
- 2019 LQ2
- 2019 LR2
- 2019 LS2
- 2019 LU2
- 2019 LW2
- 2019 LY2
- 2019 LE3
- 2019 LF3
- 2019 LG3
- 2019 LH3
- 2019 LJ3
- 2019 LK3
- 2019 LL3
- 2019 LM3
- 2019 LO3
- 2019 LP3
- 2019 LQ3
- 2019 LR3
- 2019 LV3
- 2019 LX3
- 2019 LZ3
- 2019 LE4
- 2019 LF4
- 2019 LH4
- 2019 LK4
- 2019 LL4
- 2019 LO4
- 2019 LP4
- 2019 LQ4
- 2019 LR4
- 2019 LS4
- 2019 LT4
- 2019 LU4
- 2019 LV4
- 2019 LW4
- 2019 LX4
- 2019 LY4
- 2019 LZ4
- 2019 LA5
- 2019 LB5
- 2019 LC5
- 2019 LD5
- 2019 LE5
- 2019 LF5
- 2019 LG5
- 2019 LH5
- 2019 LJ5
- 2019 LK5
- 2019 LL5
- 2019 LM5
- 2019 LN5
- 2019 LO5
- 2019 LP5
- 2019 LQ5
- 2019 LR5
- 2019 LS5
- 2019 LT5
- 2019 LU5
- 2019 LV5
- 2019 LW5
- 2019 LX5
- 2019 LY5
- 2019 LZ5
- 2019 LA6
- 2019 LB6
- 2019 LC6
- 2019 LD6
- 2019 LE6
- 2019 LF6
- 2019 LG6
- 2019 LH6
- 2019 LK6
- 2019 LL6
- 2019 LO6
- 2019 LQ6
- 2019 LR6
- 2019 LS6
- 2019 LU6
- 2019 LA7
- 2019 LC7
- 2019 LK7
- 2019 LL7
- 2019 LO7
- 2019 LQ7
- 2019 LR7
- 2019 LU7
- 2019 LV7
- 2019 LY7
- 2019 LZ7
- 2019 LA8
- 2019 LC8
- 2019 LD8
- 2019 LE8
- 2019 LF8
- 2019 LG8
- 2019 LH8
- 2019 LJ8
- 2019 LL8
- 2019 LM8
- 2019 LN8
- 2019 LO8
- 2019 LP8
- 2019 LQ8
- 2019 LR8
- 2019 LS8
- 2019 LT8
- 2019 LU8
- 2019 LV8
- 2019 LW8
- 2019 LX8
- 2019 LZ8
- 2019 LC9
- 2019 LE9
- 2019 LF9
- 2019 LG9
- 2019 LH9
- 2019 LJ9
- 2019 LK9
- 2019 LL9
- 2019 LN9
- 2019 LO9
- 2019 LQ9
- 2019 LR9
- 2019 LS9
- 2019 LT9
- 2019 LU9
- 2019 LX9
- 2019 LZ9
- 2019 LA10
- 2019 LE10
- 2019 LF10
- 2019 LG10
- 2019 LH10
- 2019 LK10
- 2019 LL10
- 2019 LM10
- 2019 LN10
- 2019 LO10
- 2019 LP10
- 2019 LQ10
- 2019 LT10
- 2019 LU10
- 2019 LV10
- 2019 LW10
- 2019 LY10
- 2019 LZ10
- 2019 LA11
- 2019 LB11
- 2019 LC11
- 2019 LD11
- 2019 LE11
- 2019 LF11
- 2019 LG11
- 2019 LH11
- 2019 LJ11
- 2019 LL11
- 2019 LN11
- 2019 LO11
- 2019 LP11
- 2019 LQ11
- 2019 LR11
- 2019 LT11
- 2019 LU11
- 2019 LV11
- 2019 LW11
- 2019 LX11
- 2019 LY11
- 2019 LZ11
- 2019 LA12
- 2019 LB12
- 2019 LC12
- 2019 LD12
- 2019 LE12
- 2019 LF12
- 2019 LG12
- 2019 LH12
- 2019 LJ12
- 2019 LK12
- 2019 LN12
- 2019 LO12
- 2019 LP12
- 2019 LQ12
- 2019 LR12
- 2019 LS12
- 2019 LT12
- 2019 LU12
- 2019 LV12
- 2019 LY12
- 2019 LA13
- 2019 LB13
- 2019 LD13
- 2019 LF13
- 2019 LG13
- 2019 LH13
- 2019 LJ13
- 2019 LK13
- 2019 LL13
- 2019 LM13
- 2019 LN13
- 2019 LO13
- 2019 LQ13
- 2019 LT13
- 2019 LU13
- 2019 LW13
- 2019 LX13
- 2019 LY13
- 2019 LZ13
- 2019 LA14
- 2019 LB14
- 2019 LE14
- 2019 LF14
- 2019 LG14
- 2019 LH14
- 2019 LJ14
- 2019 LN14
- 2019 LO14
- 2019 LP14
- 2019 LQ14
- 2019 LR14
- 2019 LD15
- 2019 LF15
- 2019 LH15
- 2019 LM15
- 2019 LN15
- 2019 LO15
- 2019 LP15
- 2019 LQ15
- 2019 LS15
- 2019 LU15
- 2019 LV15
- 2019 LW15
- 2019 LX15
- 2019 LB16
- 2019 LC16
- 2019 LF16
- 2019 LG16
- 2019 LH16
- 2019 LJ16
- 2019 LK16
- 2019 LL16
- 2019 LM16
- 2019 LO16
- 2019 LP16
- 2019 LQ16
- 2019 LR16
- 2019 LS16
- 2019 LT16
- 2019 LU16
- 2019 LV16
- 2019 LW16
- 2019 LX16
- 2019 LY16
- 2019 LZ16
- 2019 LA17
- 2019 LB17
- 2019 LD17
- 2019 LE17
- 2019 LF17
- 2019 LH17
- 2019 LJ17
- 2019 LL17
- 2019 LN17
- 2019 LO17
- 2019 LP17
- 2019 LQ17
- 2019 LT17
- 2019 LW17
- 2019 LX17
- 2019 LY17
- 2019 LZ17
- 2019 LA18
- 2019 LB18
- 2019 LD18
- 2019 LE18
- 2019 LG18
- 2019 LJ18
- 2019 LL18
- 2019 LM18
- 2019 LN18
- 2019 LO18
- 2019 LP18
- 2019 LQ18
- 2019 LT18
- 2019 LU18
- 2019 LW18
- 2019 LX18
- 2019 LY18
- 2019 LZ18
- 2019 LA19
- 2019 LB19
- 2019 LC19
- 2019 LD19
- 2019 LE19
- 2019 LF19
- 2019 LG19
- 2019 LH19
- 2019 LJ19
- 2019 LK19
- 2019 LL19
- 2019 LN19
- 2019 LO19
- 2019 LP19
- 2019 LQ19
- 2019 LR19
- 2019 LS19
- 2019 LT19
- 2019 LU19
- 2019 LV19
- 2019 LW19
- 2019 LY19
- 2019 LZ19
- 2019 LA20
- 2019 LB20
- 2019 LC20
- 2019 LD20
- 2019 LE20
- 2019 LF20
- 2019 LG20
- 2019 LH20
- 2019 LJ20
- 2019 LK20
- 2019 LL20
- 2019 LM20
- 2019 LN20
- 2019 LO20
- 2019 LQ20
- 2019 LS20
- 2019 LT20
- 2019 LU20
- 2019 LV20
- 2019 LW20
- 2019 LX20
- 2019 LZ20
- 2019 LA21
- 2019 LB21
- 2019 LC21
- 2019 LD21
- 2019 LE21
- 2019 LF21
- 2019 LH21
- 2019 LJ21
- 2019 LK21
- 2019 LL21
- 2019 LM21
- 2019 LN21
- 2019 LO21
- 2019 LQ21
- 2019 LR21
- 2019 LT21
- 2019 LU21
- 2019 LV21
- 2019 LW21
- 2019 LX21
- 2019 LY21
- 2019 LA22
- 2019 LB22
- 2019 LC22
- 2019 LD22
- 2019 LE22
- 2019 LF22
- 2019 LG22
- 2019 LH22
- 2019 LJ22
- 2019 LK22
- 2019 LL22
- 2019 LM22
- 2019 LN22
- 2019 LO22
- 2019 LP22
- 2019 LQ22
- 2019 LR22
- 2019 LS22
- 2019 LT22
- 2019 LU22
- 2019 LV22
- 2019 LW22
- 2019 LX22
- 2019 LY22
- 2019 LZ22
- 2019 LA23
- 2019 LB23
- 2019 LC23
- 2019 LD23
- 2019 LE23
- 2019 LF23
- 2019 LG23
- 2019 LH23
- 2019 LJ23
- 2019 LK23
- 2019 LL23
- 2019 LM23
- 2019 LN23
- 2019 LO23
- 2019 LP23
- 2019 LQ23
- 2019 LR23
- 2019 LS23
- 2019 LT23
- 2019 LU23
- 2019 LV23
- 2019 LW23
- 2019 LX23
- 2019 LY23
- 2019 LZ23
- 2019 LA24
- 2019 LB24
- 2019 LC24
- 2019 LD24
- 2019 LE24
- 2019 LF24
- 2019 LG24
- 2019 LH24
- 2019 LJ24
- 2019 LK24
- 2019 LL24
- 2019 LM24
- 2019 LN24
- 2019 LO24
- 2019 LP24
- 2019 LQ24
- 2019 LR24
- 2019 LS24
- 2019 LV24
- 2019 LX24
- 2019 LZ24
- 2019 LA25
- 2019 LD25
- 2019 LE25
- 2019 LF25
- 2019 LG25
- 2019 LH25
- 2019 LJ25
- 2019 LK25
- 2019 LL25
- 2019 LM25
- 2019 LN25
- 2019 LO25
- 2019 LP25
- 2019 LQ25
- 2019 LR25
- 2019 LS25
- 2019 LT25
- 2019 LU25
- 2019 LV25
- 2019 LW25
- 2019 LX25
- 2019 LY25
- 2019 LZ25
- 2019 LA26
- 2019 LB26
- 2019 LC26
- 2019 LD26
- 2019 LE26
- 2019 LF26
- 2019 LG26
- 2019 LH26
- 2019 LJ26
- 2019 LK26
- 2019 LL26
- 2019 LM26
- 2019 LN26
- 2019 LO26
- 2019 LP26
- 2019 LQ26
- 2019 LR26
- 2019 LS26
- 2019 LT26
- 2019 LU26
- 2019 LV26
- 2019 LX26
- 2019 LY26
- 2019 LZ26
- 2019 LA27
- 2019 LB27
- 2019 LC27
- 2019 LD27
- 2019 LE27
- 2019 LF27
- 2019 LG27
- 2019 LH27
- 2019 LJ27
- 2019 LK27
- 2019 LL27
- 2019 LM27
- 2019 LN27
- 2019 LO27
- 2019 LP27
- 2019 LQ27
- 2019 LR27
- 2019 LS27
- 2019 LU27
- 2019 LX27
- 2019 LY27
- 2019 LZ27
- 2019 LA28
- 2019 LB28
- 2019 LC28
- 2019 LD28
- 2019 LF28
- 2019 LG28
- 2019 LH28
- 2019 LJ28
- 2019 LK28
- 2019 LL28
- 2019 LM28
- 2019 LN28
- 2019 LO28
- 2019 LP28
- 2019 LQ28
- 2019 LR28
- 2019 LS28
- 2019 LT28
- 2019 LU28
- 2019 LV28
- 2019 LW28
- 2019 LY28
- 2019 LZ28
- 2019 LA29
- 2019 LB29
- 2019 LC29
- 2019 LD29
- 2019 LE29
- 2019 LF29
- 2019 LH29
- 2019 LK29
- 2019 LL29
- 2019 LM29
- 2019 LO29
- 2019 LP29
- 2019 LQ29
- 2019 LR29
- 2019 LS29
- 2019 LU29
- 2019 LV29
- 2019 LW29
- 2019 LX29
- 2019 LY29
- 2019 LZ29
- 2019 LB30
- 2019 LC30
- 2019 LD30
- 2019 LE30
- 2019 LF30
- 2019 LH30
- 2019 LJ30
- 2019 LL30
- 2019 LM30
- 2019 LN30
- 2019 LO30
- 2019 LP30
- 2019 LQ30
- 2019 LR30
- 2019 LS30
- 2019 LT30
- 2019 LU30
- 2019 LV30
- 2019 LW30
- 2019 LX30
- 2019 LY30
- 2019 LZ30
- 2019 LB31
- 2019 LD31
- 2019 LE31
- 2019 LF31
- 2019 LJ31
- 2019 LK31
- 2019 LL31
- 2019 LM31
- 2019 LN31
- 2019 LO31
- 2019 LP31
- 2019 LQ31
- 2019 LR31
- 2019 LS31
- 2019 LT31
- 2019 LU31
- 2019 LW31
- 2019 LX31
- 2019 LY31
- 2019 LZ31
- 2019 LA32
- 2019 LB32
- 2019 LC32
- 2019 LD32
- 2019 LE32
- 2019 LF32
- 2019 LG32
- 2019 LH32
- 2019 LJ32
- 2019 LK32
- 2019 LL32
- 2019 LM32
- 2019 LN32
- 2019 LO32
- 2019 LP32
- 2019 LQ32
- 2019 LR32
- 2019 LS32
- 2019 LT32
- 2019 LU32
- 2019 LV32
- 2019 LW32
- 2019 LX32
- 2019 LY32
- 2019 LZ32
- 2019 LA33
- 2019 LB33
- 2019 LC33
- 2019 LD33
- 2019 LE33
- 2019 LF33
- 2019 LG33
- 2019 LH33
- 2019 LJ33
- 2019 LK33
- 2019 LL33
- 2019 LM33
- 2019 LN33
- 2019 LO33
- 2019 LP33
- 2019 LQ33
- 2019 LR33
- 2019 LS33
- 2019 LT33
- 2019 LW33
- 2019 LX33
- 2019 LY33
- 2019 LZ33
- 2019 LA34
- 2019 LB34
- 2019 LC34
- 2019 LD34
- 2019 LF34
- 2019 LG34
- 2019 LJ34
- 2019 LK34
- 2019 LL34
- 2019 LM34
- 2019 LN34
- 2019 LO34
- 2019 LP34
- 2019 LQ34
- 2019 LR34
- 2019 LS34
- 2019 LT34
- 2019 LU34
- 2019 LV34
- 2019 LW34
- 2019 LX34
- 2019 LY34
- 2019 LZ34
- 2019 LA35
- 2019 LB35
- 2019 LC35
- 2019 LD35
- 2019 LE35
- 2019 LF35
- 2019 LG35
- 2019 LH35
- 2019 LJ35
- 2019 LK35
- 2019 LL35
- 2019 LM35
- 2019 LN35
- 2019 LO35
- 2019 LP35
- 2019 LQ35
- 2019 LR35
- 2019 LS35
- 2019 LT35
- 2019 LU35
- 2019 LV35
- 2019 LW35
- 2019 LX35
- 2019 LY35
- 2019 LZ35
- 2019 LA36
- 2019 LB36
- 2019 LD36
- 2019 LE36
- 2019 LF36
- 2019 LG36
- 2019 LH36
- 2019 LJ36
- 2019 LK36
- 2019 LL36
- 2019 LM36
- 2019 LN36
- 2019 LO36
- 2019 LP36
- 2019 LQ36
- 2019 LR36
- 2019 LS36
- 2019 LT36
- 2019 LU36
- 2019 LV36
- 2019 LW36
- 2019 LX36
- 2019 LY36
- 2019 LZ36
- 2019 LA37
- 2019 LB37
- 2019 LC37
- 2019 LD37
- 2019 LE37
- 2019 LF37
- 2019 LG37
- 2019 LH37
- 2019 LJ37
- 2019 LK37
- 2019 LL37
- 2019 LM37
- 2019 LN37
- 2019 LO37
- 2019 LP37
- 2019 LQ37
- 2019 LR37
- 2019 LS37
- 2019 LT37
- 2019 LU37
- 2019 LV37
- 2019 LW37
- 2019 LX37
- 2019 LY37
- 2019 LZ37
- 2019 LA38
- 2019 LB38
- 2019 LC38
- 2019 LD38
- 2019 LE38
- 2019 LF38
- 2019 LG38
- 2019 LH38
- 2019 LK38
- 2019 LL38
- 2019 LM38
- 2019 LN38
- 2019 LO38
- 2019 LP38
- 2019 LR38
- 2019 LS38
- 2019 LT38
- 2019 LW38
- 2019 LX38
- 2019 LY38
- 2019 LZ38
- 2019 LA39
- 2019 LB39
- 2019 LC39
- 2019 LD39
- 2019 LE39
- 2019 LF39
- 2019 LG39
- 2019 LH39
- 2019 LJ39
- 2019 LK39
- 2019 LL39
- 2019 LM39
- 2019 LN39
- 2019 LO39
- 2019 LP39
- 2019 LQ39
- 2019 LR39
- 2019 LS39
- 2019 LT39
- 2019 LU39
- 2019 LV39
- 2019 LW39
- 2019 LX39
- 2019 LY39
- 2019 LZ39
- 2019 LA40
- 2019 LB40
- 2019 LC40
- 2019 LD40
- 2019 LE40
- 2019 LF40
- 2019 LG40
- 2019 LH40
- 2019 LJ40
- 2019 LK40
- 2019 LL40
- 2019 LM40
- 2019 LN40
- 2019 LO40
- 2019 LP40
- 2019 LQ40
- 2019 LR40
- 2019 LS40
- 2019 LT40
- 2019 LU40
- 2019 LV40
- 2019 LW40
- 2019 LX40
- 2019 LY40
- 2019 LZ40
- 2019 LA41
- 2019 LB41
- 2019 LC41
- 2019 LD41
- 2019 LE41
- 2019 LF41
- 2019 LG41
- 2019 LH41
- 2019 LJ41
- 2019 LK41
- 2019 LL41
- 2019 LM41
- 2019 LN41
- 2019 LO41
- 2019 LP41
- 2019 LQ41
- 2019 LR41
- 2019 LS41
- 2019 LT41
- 2019 LU41
- 2019 LV41
- 2019 LW41
- 2019 LX41
- 2019 LY41
- 2019 LZ41
- 2019 LA42
- 2019 LB42
- 2019 LC42
- 2019 LD42
- 2019 LE42
- 2019 LF42
- 2019 LG42
- 2019 LH42
- 2019 LJ42
- 2019 LK42
- 2019 LM42
- 2019 LO42
- 2019 LP42
- 2019 LQ42
- 2019 LR42
- 2019 LS42
- 2019 LT42
- 2019 LU42
- 2019 LV42
- 2019 LW42
- 2019 LX42
- 2019 LY42
- 2019 LZ42
- 2019 LA43
- 2019 LB43
- 2019 LC43
- 2019 LD43
- 2019 LE43
- 2019 LF43
- 2019 LG43
- 2019 LJ43
- 2019 LK43
- 2019 LL43
- 2019 LM43
- 2019 LN43
- 2019 LO43
- 2019 LP43
- 2019 LQ43
- 2019 LR43
- 2019 LS43
- 2019 LT43
- 2019 LU43
- 2019 LV43
- 2019 LW43
- 2019 LX43
- 2019 LY43
- 2019 LZ43
- 2019 LA44
- 2019 LB44
- 2019 LC44
- 2019 LD44
- 2019 LE44
- 2019 LF44
- 2019 LG44
- 2019 LH44
- 2019 LJ44
- 2019 LK44
- 2019 LL44
- 2019 LM44
- 2019 LN44
- 2019 LO44
- 2019 LP44
- 2019 LQ44
- 2019 LR44
- 2019 LS44
- 2019 LT44
- 2019 LU44
- 2019 LV44
- 2019 LW44
- 2019 LX44
- 2019 LY44
- 2019 LZ44
- 2019 LA45
- 2019 LB45
- 2019 LC45

### Du 16 au 30 juin 2019
- 2019 MA
- 2019 MC
- 2019 MD
- 2019 ME
- 2019 MH
- 2019 MJ
- 2019 MK
- 2019 ML
- 2019 MO
- 2019 MQ
- 2019 MS
- 2019 MT
- 2019 MU
- 2019 MV
- 2019 MW
- 2019 MX
- 2019 MB1
- 2019 MD1
- 2019 ME1
- 2019 MF1
- 2019 MG1
- 2019 MH1
- 2019 MJ1
- 2019 MK1
- 2019 MP1
- 2019 MQ1
- 2019 MT1
- 2019 MU1
- 2019 MV1
- 2019 MW1
- 2019 MX1
- 2019 MA2
- 2019 MB2
- 2019 MC2
- 2019 ME2
- 2019 MF2
- 2019 MG2
- 2019 MH2
- 2019 MJ2
- 2019 MK2
- 2019 ML2
- 2019 MM2
- 2019 MN2
- 2019 MQ2
- 2019 MR2
- 2019 MS2
- 2019 MT2
- 2019 MU2
- 2019 MW2
- 2019 MX2
- 2019 MY2
- 2019 MZ2
- 2019 MA3
- 2019 MB3
- 2019 MC3
- 2019 MD3
- 2019 ME3
- 2019 MF3
- 2019 MG3
- 2019 MJ3
- 2019 ML3
- 2019 MR3
- 2019 MS3
- 2019 MT3
- 2019 MU3
- 2019 MV3
- 2019 MW3
- 2019 MX3
- 2019 MY3
- 2019 MZ3
- 2019 MA4
- 2019 MB4
- 2019 MC4
- 2019 MG4
- 2019 MH4
- 2019 MJ4
- 2019 MK4
- 2019 ML4
- 2019 MM4
- 2019 MO4
- 2019 MP4
- 2019 MS4
- 2019 MT4
- 2019 MU4
- 2019 MW4
- 2019 MX4
- 2019 MZ4
- 2019 MA5
- 2019 MB5
- 2019 MC5
- 2019 MD5
- 2019 ME5
- 2019 MF5
- 2019 MG5
- 2019 MH5
- 2019 MJ5
- 2019 MK5
- 2019 ML5
- 2019 MP5
- 2019 MQ5
- 2019 MR5
- 2019 MS5
- 2019 MT5
- 2019 MU5
- 2019 MV5
- 2019 MW5
- 2019 MX5
- 2019 MY5
- 2019 MZ5
- 2019 MB6
- 2019 MC6
- 2019 MD6
- 2019 ME6
- 2019 MF6
- 2019 MG6
- 2019 MH6
- 2019 MK6
- 2019 MM6
- 2019 MN6
- 2019 MP6
- 2019 MQ6
- 2019 MR6
- 2019 MS6
- 2019 MT6
- 2019 MU6
- 2019 MV6
- 2019 MW6
- 2019 MY6
- 2019 MZ6
- 2019 MC7
- 2019 ME7
- 2019 MG7
- 2019 ML7
- 2019 MM7
- 2019 MP7
- 2019 MQ7
- 2019 MS7
- 2019 MT7
- 2019 MU7
- 2019 MV7
- 2019 MW7
- 2019 MX7
- 2019 MY7
- 2019 MZ7
- 2019 MA8
- 2019 MB8
- 2019 MC8
- 2019 MF8
- 2019 MG8
- 2019 MH8
- 2019 MJ8
- 2019 MK8
- 2019 ML8
- 2019 MM8
- 2019 MN8
- 2019 MP8
- 2019 MR8
- 2019 MS8
- 2019 MT8
- 2019 MU8
- 2019 MV8
- 2019 MW8
- 2019 MX8
- 2019 MZ8
- 2019 MA9
- 2019 MB9
- 2019 MC9
- 2019 MD9
- 2019 ME9
- 2019 MG9
- 2019 MH9
- 2019 MK9
- 2019 ML9
- 2019 MN9
- 2019 MP9
- 2019 MR9
- 2019 MS9
- 2019 MT9
- 2019 MU9
- 2019 MW9
- 2019 MX9
- 2019 MY9
- 2019 MA10
- 2019 MB10
- 2019 MC10
- 2019 MD10
- 2019 ME10
- 2019 MF10
- 2019 MG10
- 2019 MH10
- 2019 MK10
- 2019 ML10
- 2019 MN10
- 2019 MO10
- 2019 MR10
- 2019 MT10
- 2019 MU10
- 2019 MV10
- 2019 MW10
- 2019 MX10
- 2019 MY10
- 2019 MZ10
- 2019 MC11
- 2019 MD11
- 2019 ME11
- 2019 MF11
- 2019 MG11
- 2019 MH11
- 2019 ML11
- 2019 MR11
- 2019 MW11
- 2019 MD12
- 2019 MF12
- 2019 ML12
- 2019 MM12
- 2019 MP12
- 2019 MQ12
- 2019 MR12
- 2019 MT12
- 2019 MV12
- 2019 MW12
- 2019 MX12
- 2019 MY12
- 2019 MA13
- 2019 MC13
- 2019 ME13
- 2019 MF13
- 2019 MG13
- 2019 MM13
- 2019 MO13
- 2019 MP13
- 2019 MQ13
- 2019 MR13
- 2019 MS13
- 2019 MT13
- 2019 MU13
- 2019 MV13
- 2019 MW13
- 2019 MX13
- 2019 MY13
- 2019 MZ13
- 2019 MA14
- 2019 MB14
- 2019 MC14
- 2019 MD14
- 2019 ME14
- 2019 MF14
- 2019 MG14
- 2019 MJ14
- 2019 MM14
- 2019 MN14
- 2019 MO14
- 2019 MP14
- 2019 MQ14
- 2019 MR14
- 2019 MS14
- 2019 MT14
- 2019 MV14
- 2019 MX14
- 2019 MY14
- 2019 MZ14
- 2019 MA15
- 2019 MB15
- 2019 MC15
- 2019 MD15
- 2019 MG15
- 2019 MH15
- 2019 MJ15
- 2019 MN15
- 2019 MO15
- 2019 MP15
- 2019 MR15
- 2019 MT15
- 2019 MU15
- 2019 MV15
- 2019 MW15
- 2019 MX15
- 2019 MY15
- 2019 MZ15
- 2019 MA16
- 2019 MB16
- 2019 MC16
- 2019 MD16
- 2019 ME16
- 2019 MF16
- 2019 MG16
- 2019 MH16
- 2019 MJ16
- 2019 MK16
- 2019 ML16
- 2019 MM16
- 2019 MN16
- 2019 MO16
- 2019 MP16
- 2019 MQ16
- 2019 MR16
- 2019 MS16
- 2019 MT16
- 2019 MU16
- 2019 MV16
- 2019 MW16
- 2019 MX16
- 2019 MY16
- 2019 MA17
- 2019 MD17
- 2019 MF17
- 2019 MG17
- 2019 MH17
- 2019 MJ17
- 2019 MK17
- 2019 MM17
- 2019 MN17
- 2019 MO17
- 2019 MP17
- 2019 MQ17
- 2019 MR17
- 2019 MT17
- 2019 MU17
- 2019 MY17
- 2019 MZ17
- 2019 MA18
- 2019 MB18
- 2019 MD18
- 2019 ME18
- 2019 MF18
- 2019 MG18
- 2019 MH18
- 2019 MJ18
- 2019 MK18
- 2019 MO18
- 2019 MP18
- 2019 MQ18
- 2019 MS18
- 2019 MT18
- 2019 MW18
- 2019 MX18
- 2019 MZ18
- 2019 MA19
- 2019 MB19
- 2019 MC19
- 2019 MD19
- 2019 ME19
- 2019 MG19
- 2019 MH19
- 2019 MJ19
- 2019 MK19
- 2019 ML19
- 2019 MM19
- 2019 MN19
- 2019 MO19
- 2019 MP19
- 2019 MQ19
- 2019 MR19
- 2019 MS19
- 2019 MU19
- 2019 MV19
- 2019 MW19
- 2019 MX19
- 2019 MY19
- 2019 MA20
- 2019 MB20
- 2019 MC20
- 2019 MD20
- 2019 ME20
- 2019 MF20
- 2019 MG20
- 2019 MH20
- 2019 MJ20
- 2019 MK20
- 2019 ML20
- 2019 MM20
- 2019 MN20
- 2019 MO20
- 2019 MP20
- 2019 MR20
- 2019 MS20
- 2019 MT20
- 2019 MU20
- 2019 MV20
- 2019 MW20
- 2019 MX20
- 2019 MY20
- 2019 MZ20
- 2019 MA21
- 2019 MB21
- 2019 MC21
- 2019 MD21
- 2019 ME21
- 2019 MF21
- 2019 MG21
- 2019 MH21
- 2019 MJ21
- 2019 MK21
- 2019 ML21
- 2019 MM21
- 2019 MN21
- 2019 MO21
- 2019 MP21
- 2019 MQ21
- 2019 MS21
- 2019 MT21
- 2019 MU21
- 2019 MV21
- 2019 MX21
- 2019 MZ21
- 2019 MA22
- 2019 MB22
- 2019 MC22
- 2019 MD22
- 2019 ME22
- 2019 MF22
- 2019 MG22
- 2019 MH22
- 2019 MJ22
- 2019 MK22
- 2019 ML22
- 2019 MM22
- 2019 MN22
- 2019 MO22
- 2019 MP22
- 2019 MQ22
- 2019 MR22
- 2019 MS22
- 2019 MT22
- 2019 MU22
- 2019 MV22
- 2019 MW22
- 2019 MX22
- 2019 MY22
- 2019 MZ22
- 2019 MA23
- 2019 MB23
- 2019 MC23
- 2019 MD23
- 2019 ME23
- 2019 MF23
- 2019 MG23
- 2019 MH23
- 2019 MJ23
- 2019 MK23
- 2019 ML23
- 2019 MM23
- 2019 MN23
- 2019 MO23
- 2019 MP23
- 2019 MQ23
- 2019 MR23
- 2019 MS23
- 2019 MT23
- 2019 MU23
- 2019 MV23
- 2019 MW23
- 2019 MX23
- 2019 MY23
- 2019 MZ23
- 2019 MA24
- 2019 MB24
- 2019 MC24
- 2019 MD24
- 2019 ME24
- 2019 MF24
- 2019 MG24
- 2019 MH24
- 2019 MJ24
- 2019 MK24
- 2019 ML24
- 2019 MM24
- 2019 MN24
- 2019 MO24
- 2019 MP24
- 2019 MQ24
- 2019 MR24
- 2019 MS24
- 2019 MV24
- 2019 MW24
- 2019 MX24
- 2019 MY24
- 2019 MZ24
- 2019 MA25
- 2019 MB25
- 2019 MC25
- 2019 MF25
- 2019 MG25
- 2019 MH25
- 2019 MJ25
- 2019 MK25
- 2019 MM25
- 2019 MN25
- 2019 MO25
- 2019 MQ25
- 2019 MR25
- 2019 MS25
- 2019 MT25
- 2019 MV25
- 2019 MW25
- 2019 MA26
- 2019 MB26
- 2019 MC26
- 2019 MD26
- 2019 ME26
- 2019 MF26
- 2019 MG26
- 2019 MH26
- 2019 MJ26
- 2019 MK26
- 2019 ML26
- 2019 MM26
- 2019 MN26
- 2019 MO26
- 2019 MP26
- 2019 MQ26
- 2019 MR26
- 2019 MS26
- 2019 MT26
- 2019 MU26
- 2019 MV26
- 2019 MW26
- 2019 MX26
- 2019 MY26
- 2019 MZ26
- 2019 MA27
- 2019 MB27
- 2019 MC27
- 2019 MD27
- 2019 ME27
- 2019 MF27
- 2019 MG27
- 2019 MH27
- 2019 MJ27
- 2019 ML27
- 2019 MM27
- 2019 MN27
- 2019 MO27
- 2019 MP27
- 2019 MQ27
- 2019 MR27
- 2019 MT27
- 2019 MU27
- 2019 MW27
- 2019 MX27
- 2019 MY27
- 2019 MZ27
- 2019 MA28
- 2019 MB28
- 2019 MC28
- 2019 MD28
- 2019 MF28
- 2019 MG28
- 2019 MH28
- 2019 MJ28
- 2019 MK28
- 2019 ML28
- 2019 MM28
- 2019 MQ28
- 2019 MR28
- 2019 MS28
- 2019 MT28
- 2019 MU28
- 2019 MV28
- 2019 MW28
- 2019 MY28
- 2019 MZ28
- 2019 MA29
- 2019 MB29
- 2019 MD29
- 2019 ME29
- 2019 MF29
- 2019 MG29
- 2019 MH29
- 2019 MJ29
- 2019 MK29
- 2019 ML29
- 2019 MM29
- 2019 MN29
- 2019 MO29
- 2019 MP29
- 2019 MQ29
- 2019 MR29
- 2019 MT29
- 2019 MW29
- 2019 MX29
- 2019 MY29
- 2019 MZ29
- 2019 MA30
- 2019 MB30
- 2019 MC30
- 2019 ME30
- 2019 MF30
- 2019 MG30
- 2019 MH30
- 2019 MJ30
- 2019 MK30
- 2019 ML30
- 2019 MM30
- 2019 MO30
- 2019 MP30
- 2019 MQ30
- 2019 MR30
- 2019 MS30
- 2019 MT30
- 2019 MU30
- 2019 MV30
- 2019 MW30
- 2019 MX30
- 2019 MY30
- 2019 MZ30
- 2019 MA31
- 2019 MB31
- 2019 MC31
- 2019 MD31
- 2019 ME31
- 2019 MF31
- 2019 MG31
- 2019 MH31
- 2019 MJ31
- 2019 MK31
- 2019 ML31
- 2019 MM31
- 2019 MN31
- 2019 MO31
- 2019 MP31
- 2019 MQ31
- 2019 MR31
- 2019 MS31
- 2019 MT31
- 2019 MU31
- 2019 MV31
- 2019 MW31
- 2019 MX31
- 2019 MY31
- 2019 MZ31
- 2019 MA32
- 2019 MB32
- 2019 MC32
- 2019 MD32
- 2019 ME32
- 2019 MF32
- 2019 MG32
- 2019 MJ32
- 2019 MK32
- 2019 ML32
- 2019 MM32
- 2019 MN32
- 2019 MO32
- 2019 MP32
- 2019 MQ32
- 2019 MR32
- 2019 MS32
- 2019 MT32
- 2019 MU32
- 2019 MV32
- 2019 MW32
- 2019 MX32
- 2019 MY32
- 2019 MZ32
- 2019 MA33
- 2019 MB33
- 2019 MC33
- 2019 MD33
- 2019 ME33
- 2019 MF33
- 2019 MG33
- 2019 MH33
- 2019 MJ33
- 2019 MK33
- 2019 ML33
- 2019 MM33
- 2019 MN33
- 2019 MO33
- 2019 MP33
- 2019 MQ33
- 2019 MR33
- 2019 MS33
- 2019 MT33
- 2019 MU33
- 2019 MV33
- 2019 MW33
- 2019 MX33
- 2019 MY33
- 2019 MZ33
- 2019 MA34
- 2019 MB34
- 2019 MC34
- 2019 MD34
- 2019 ME34
- 2019 MF34
- 2019 MG34
- 2019 MH34
- 2019 MJ34
- 2019 MK34
- 2019 ML34
- 2019 MM34
- 2019 MN34
- 2019 MO34
- 2019 MP34
- 2019 MQ34
- 2019 MR34
- 2019 MS34
- 2019 MT34
- 2019 MU34
- 2019 MV34
- 2019 MW34
- 2019 MX34
- 2019 MY34
- 2019 MZ34
- 2019 MA35
- 2019 MB35
- 2019 MC35
- 2019 MD35
- 2019 ME35
- 2019 MF35
- 2019 MG35
- 2019 MH35
- 2019 MJ35
- 2019 MK35
- 2019 ML35
- 2019 MM35
- 2019 MN35
- 2019 MO35
- 2019 MP35
- 2019 MQ35
- 2019 MR35
- 2019 MS35
- 2019 MT35
- 2019 MU35
- 2019 MV35
- 2019 MW35
- 2019 MX35
- 2019 MY35
- 2019 MZ35
- 2019 MA36
- 2019 MB36
- 2019 MC36
- 2019 MD36
- 2019 ME36
- 2019 MF36
- 2019 MG36
- 2019 MH36
- 2019 MJ36
- 2019 MK36
- 2019 ML36
- 2019 MM36
- 2019 MN36
- 2019 MO36
- 2019 MP36
- 2019 MQ36
- 2019 MR36
- 2019 MS36
- 2019 MT36
- 2019 MU36
- 2019 MV36
- 2019 MW36
- 2019 MX36
- 2019 MY36
- 2019 MZ36
- 2019 MA37
- 2019 MB37
- 2019 MC37
- 2019 MD37
- 2019 ME37
- 2019 MF37
- 2019 MG37
- 2019 MH37
- 2019 MJ37
- 2019 MK37
- 2019 ML37
- 2019 MM37
- 2019 MN37
- 2019 MO37
- 2019 MP37
- 2019 MQ37
- 2019 MR37
- 2019 MS37
- 2019 MT37
- 2019 MU37
- 2019 MV37
- 2019 MW37
- 2019 MX37
- 2019 MY37
- 2019 MZ37
- 2019 MA38
- 2019 MB38
- 2019 MC38
- 2019 MD38
- 2019 ME38
- 2019 MF38
- 2019 MG38
- 2019 MH38
- 2019 MJ38
- 2019 MK38
- 2019 ML38
- 2019 MM38
- 2019 MN38
- 2019 MO38
- 2019 MP38
- 2019 MQ38
- 2019 MR38
- 2019 MS38
- 2019 MT38
- 2019 MU38
- 2019 MV38
- 2019 MW38
- 2019 MX38
- 2019 MY38
- 2019 MZ38
- 2019 MA39
- 2019 MB39
- 2019 MC39
- 2019 MD39
- 2019 ME39
- 2019 MF39
- 2019 MG39
- 2019 MH39
- 2019 MJ39
- 2019 MK39
- 2019 ML39
- 2019 MM39
- 2019 MN39
- 2019 MO39
- 2019 MP39
- 2019 MQ39
- 2019 MR39
- 2019 MS39
- 2019 MT39
- 2019 MU39
- 2019 MV39
- 2019 MW39
- 2019 MX39
- 2019 MY39
- 2019 MA40
- 2019 MB40
- 2019 MC40
- 2019 MD40
- 2019 ME40
- 2019 MF40
- 2019 MG40
- 2019 MH40
- 2019 MJ40
- 2019 MK40
- 2019 ML40
- 2019 MM40
- 2019 MN40
- 2019 MO40
- 2019 MP40
- 2019 MQ40
- 2019 MR40
- 2019 MS40
- 2019 MT40
- 2019 MU40
- 2019 MV40
- 2019 MW40
- 2019 MX40
- 2019 MY40
- 2019 MZ40
- 2019 MA41
- 2019 MB41
- 2019 MC41
- 2019 MD41
- 2019 ME41
- 2019 MF41
- 2019 MG41
- 2019 MH41
- 2019 MJ41
- 2019 MK41
- 2019 ML41
- 2019 MM41
- 2019 MN41
- 2019 MO41
- 2019 MP41
- 2019 MQ41
- 2019 MR41
- 2019 MS41
- 2019 MT41
- 2019 MU41
- 2019 MV41
- 2019 MW41
- 2019 MX41
- 2019 MY41
- 2019 MZ41
- 2019 MA42
- 2019 MB42
- 2019 MC42
- 2019 MD42
- 2019 ME42
- 2019 MF42
- 2019 MG42
- 2019 MH42
- 2019 MJ42
- 2019 MK42
- 2019 ML42
- 2019 MM42
- 2019 MN42
- 2019 MO42
- 2019 MP42
- 2019 MQ42
- 2019 MS42
- 2019 MT42
- 2019 MU42
- 2019 MV42
- 2019 MW42
- 2019 MX42
- 2019 MY42
- 2019 MZ42
- 2019 MA43
- 2019 MB43
- 2019 MC43
- 2019 MD43
- 2019 ME43
- 2019 MF43
- 2019 MG43
- 2019 MH43
- 2019 MJ43
- 2019 MK43
- 2019 ML43
- 2019 MM43
- 2019 MN43
- 2019 MO43
- 2019 MP43
- 2019 MQ43
- 2019 MR43
- 2019 MS43
- 2019 MT43
- 2019 MU43
- 2019 MV43
- 2019 MW43
- 2019 MX43
- 2019 MY43
- 2019 MZ43
- 2019 MA44
- 2019 MB44
- 2019 MC44
- 2019 MD44
- 2019 ME44
- 2019 MF44
- 2019 MG44
- 2019 MH44
- 2019 MJ44
- 2019 MK44
- 2019 ML44
- 2019 MM44
- 2019 MN44
- 2019 MP44
- 2019 MQ44
- 2019 MS44
- 2019 MT44
- 2019 MU44
- 2019 MX44
- 2019 MY44
- 2019 MZ44
- 2019 MA45
- 2019 MB45
- 2019 MC45
- 2019 MD45
- 2019 ME45